# Ha (kana)
En l'escriptura japonesa, els caràcters は (hiragana) i ハ (katakana) són dues mores o kanes que ocupen la 26a posició en el sistema modern d'ordenació alfabètica gojūon (五十音), entre の i ひ; i el tercer en el poema iroha, entre ろ i に. En la taula que segueix l'ordre gojūon (per columnes, i de dreta a esquerra), es troba en la sisena columna (a la qual dona el nom: は行, «columna HA») i la primera fila (あ段, «fila A»). En fonologia, una mora és la unitat superior al segment i inferior a la síl·laba.
El caràcter は prové del kanji 波, mentre que ハ prové de 八. Poden dur l'accent dakuten: ば, バ; així com el handakuten: ぱ, パ. Existeix una versió hentaigana de は, , que prové del kanji 者.

## Romanització
Segons els sistemes de romanització Hepburn modificat, Kunrei-shiki i Nihon-shiki:
- は, ハ es romanitzen com a «ha»
- ば, バ es romanitzen com a «ba»
- ぱ, パ es romanitzen com a «pa»

La partícula は no es pronuncia ha sinó wa (que la resta de casos correspondria al caràcter わ), per tant, se sol romanitzar wa.

## Escriptura
|  | El caràcter は s'escriu amb tres traços: 1. Traç vertical de dalt avall i lleugerament corbilini que acaba torçant-se cap amunt. 2. Traç horitzontal a la dreta del primer. 3. Traç que comença vertical de dalt avall, talla el segon traç i acaba girant a l'esquerra i formant un bucle. |
|  | El caràcter ハ s'escriu en dos traços: 1. Traç diagonal cap avall a l'esquerra. 2. A la dreta del primer traç, un nou traç diagonal cap avall a la dreta. |

## Altres escriptures
| は / ハ en braille japonès                                | は / ハ en braille japonès                                 | は / ハ en braille japonès                                 | は / ハ en braille japonès                                                              | は / ハ en braille japonès                                                               | は / ハ en braille japonès                                                               |
| --------------------------------------------------------- | ---------------------------------------------------------- | ---------------------------------------------------------- | --------------------------------------------------------------------------------------- | ---------------------------------------------------------------------------------------- | ---------------------------------------------------------------------------------------- |
| は / ハ ha                                                | ば / バ ba                                                 | ぱ / パ pa                                                 | はあ / ハー hā                                                                          | ばあ / バー bā                                                                           | ぱあ / パー pā                                                                           |
| ⠥ (braille pattern dots-136)                              | ⠐ (braille pattern dots-5) · ⠥ (braille pattern dots-136)  | ⠠ (braille pattern dots-6) · ⠥ (braille pattern dots-136)  | ⠥ (braille pattern dots-136) · ⠒ (braille pattern dots-25)                              | ⠐ (braille pattern dots-5) · ⠥ (braille pattern dots-136) · ⠒ (braille pattern dots-25)  | ⠠ (braille pattern dots-6) · ⠥ (braille pattern dots-136) · ⠒ (braille pattern dots-25)  |
| Altres kanes en braille basades en は                     |                                                            |                                                            |                                                                                         |                                                                                          |                                                                                          |
| ひゃ / ヒャ hya                                           | びゃ / ビャ bya                                            | ぴゃ / ピャ pya                                            | ひゃあ / ヒャー hyā                                                                     | びゃあ / ビャー byā                                                                      | ぴゃあ / ピャー pyā                                                                      |
| ⠈ (braille pattern dots-4) · ⠥ (braille pattern dots-136) | ⠘ (braille pattern dots-45) · ⠥ (braille pattern dots-136) | ⠨ (braille pattern dots-46) · ⠥ (braille pattern dots-136) | ⠈ (braille pattern dots-4) · ⠥ (braille pattern dots-136) · ⠒ (braille pattern dots-25) | ⠘ (braille pattern dots-45) · ⠥ (braille pattern dots-136) · ⠒ (braille pattern dots-25) | ⠨ (braille pattern dots-46) · ⠥ (braille pattern dots-136) · ⠒ (braille pattern dots-25) |

- Alfabet fonètic: 「はがきのハ」 (la «ha de hagaki», on hagaki significa targeta postal)
- Codi Morse: −・・・[7]